# 窦岳
窦岳（?—?），扶风平陵（今陕西凤翔）人。辽东公窦祐的曾孫，辽东穆公窦岩之孫，北魏建昌孝公窦略的第三子。
窦岳和四弟窦善（隋朝名将窦荣定的父亲）、五弟窦炽号称窦姓三祖。窦岳任清河、廣平二郡太守。窦岳有二子，窦甝、窦毅。窦岳早死，由于儿子窦毅在西魏、北周的功勋，追赠大将军、冀州刺史，封神武郡公。
窦岳的父亲建昌孝公窦略。建昌孝公窦略有五子涿郡太守窦兴, 清河太守窦拔 , 神武郡公窦岳，永富县公窦善，内阁大都督窦炽。